# Blunderbuss
Blunderbuss — дебютный сольный альбом Джека Уайта, выпущенный 23 апреля 2012 года собственным лейблом Уайта Third Man Records вместе с XL Recordings и Columbia Records. Весь альбом полностью написан, записан и спродюсирован самим Уайтом в 2011 году. В марте 2013 был сертифицирован золотым диском.

## История записи
2 февраля 2011 года Джек Уайт и Мэг Уайт объявили об окончательном распаде The White Stripes. На вопрос о распаде группы Джек Уайт ответил: «Это хороший вопрос! Я сам себя спрашиваю об этом всё время. Иногда в жизни бывает так, что чувствуешь — у всего есть свой определенный период, и было бы неправильно продолжать играть дальше, и мы решили остановиться. Но также ещё одна причина — я не смог бы заниматься сольным проектом, если бы The White Stripes по-прежнему существовали. Казалось, что люди не поймут, будут сбиты с толку этими двумя идеями. Так что, в определенном смысле распад группы был ожидаем. Но я по-прежнему печален из-за этого почти всё время…» Последнее выступление The White Stripes состоялось 20 февраля 2009 года на шоу Конана О’Брайана, где дуэт исполнил композицию 2002 года «We’re Going To Be Friends».
Летом 2011 года Джек Уайт развёлся со своей женой Карен Элсон, на которой он женился 1 июня 2005 года на церемонии, проведённой под наблюдением шамана в Манаусе, Бразилия. Бывшие супруги остались друзьями и даже организовали «вечеринку в честь развода» 10 июня в Нэшвилле, где Джек Уайт прожил последние семь лет. Они также сказали: «Мы по-прежнему дороги друг другу и остаёмся друзьями и родителями наших замечательных детей: Скарлетт и Генри Ли. Нам очень повезло, что все это время мы были вместе и что будем продолжать проводить его, наблюдая за тем, как наши дети растут». Возможно, именно разрыв с женой натолкнул Джека на создания его мрачного альбома о прерванной любви.
Как вспоминает Джек Уайт, он не планировал записи сольного альбома: "В моей студии были шесть человек и ни одной песни. Я даже не притворялся, что у меня есть песня. Вокруг рояля стояли шесть человек. Я просто сказал: «Ребята, играем от „до“, и пошло-поехало». Джек добавил, что без участия талантов из сообщества музыкантов в Нэшвилле, он бы никогда не смог ничего записать".
В газете Seattle Weekly Джек Уайт объяснил, почему альбом оказался настолько личным. «Мне всегда было слишком скучно писать песни о самом себе. Но существует ли выбор? Всё, что с нами происходит, обязательно оставляет след. Допустим, вы попадаете в железнодорожную катастрофу. Даже если вы твердо решите ни словом не упоминать про крушение поезда, оно всё равно вылезет так или иначе». Уайт также рассказал, что Blunderbuss создавался совсем не так, как пластинки The White Stripes и The Raconteurs: «Раньше я был тесно связан с другими музыкантами, и перед нами стояли жёсткие рамки — типа, есть пять тысяч долларов и восемь дней, и хочешь-не хочешь, за это время всё надо успеть. Теперь у меня своя студия, и я могу записать что-то на лету, а потом вернуться к этому фрагменту и не торопясь доработать. Прежде это никогда не удавалось».
В интервью, которое брал у Джека Уайта легендарный американский космонавт Базз Олдрин для журнала Interview, Джек рассказал о Blunderbuss:
«Олдрин: Джек, теперь я знаком с твоим творчеством, у меня есть несколько вопросов к тебе. Я знаю, что твой новый альбом называется „Мушкетон“ (англ. Blunderbuss). Расскажи мне немного об этом.
Уайт: Ну, я всегда любил слово „мушкетон“. Я всегда думал, что это красивое слово, и что это может означать различные вещи.
Олдрин: Мушкетон — своего рода оружие, которое может взорвать чью-то голову.
Уайт: Именно так. Я надеялся, что, возможно, некоторые из этих песен тоже смогут взорвать умы людей.
Олдрин: У вас есть песня на альбоме под названием „Любовь прерванная“ (англ. Love Interruption). Что это такое?
Уайт: Ну, для автора песен действительно опасно использовать слово „любовь“ в текстах. Это слово, которое встречается в песнях миллион раз, и это самая популярная тема. Так что я подумал, что если я собираюсь быть достаточно храбрыми, чтобы реально использовать слово „любовь“ в песне, стоит попытаться заставить людей подумать об этом и заставить себя самого поразмыслить. Я действительно хотел подогреть интерес к тому, что любовь может означать и то, чего мы действительно хотим, когда мы его произносим. Это очень сильное слово.
Олдрин: Когда любовь прерывается, не означает ли это, что вас бросили?
Уайт: Я так думаю, да. Я думаю, что иногда любовь мешает сама себе, вы знаете, любовь прерывает сама себя. Мы хотим сделать так много, что мы сами саботируем это».
Джек Уайт объяснил, почему сольный альбом заставил себя так долго ждать: «Только эти песни я могу представить в качестве сольной работы. Это уже не чьи-то, а исключительно мои впечатления, мои цвета и мои рамки. Это альбом, который я не мог выпустить ранее. Я долгое время отказывал себе в том, чтобы писать музыку от своего имени. Эти песни я написал целиком и полностью сам, они не имеют никакого отношения ни к кому и ни к чему больше».

## Лирика
Blunderbuss — альбом о трагических отношениях героя-протагониста и «девушки», образ которой в разных ракурсах присутствует в каждой песне.
Отношения уже закончились на момент действия альбома, но герой не может оставить их позади. Все песни — это песни-воспоминания, в них «девушка» является одновременно эгоистичной, не чувствующей никакой вины и ответственности («Freedom at 21»); манипулятором, которая берёт всё, что хочет («Sixteen Saltines»); лицемерной и не имеющей никаких принципов («Hypocritical Kiss»); но в это же время той, кто смогла защитить и помочь («Love Interruption»); готова многое отдать за свои чувства («Blunderbuss»); и давать радость своему любимому («Missing Pieces»).
В песнях звучит разочарование, обида, опустошение, которые достигают пика в «Love Interruption», где Джек Уайт поёт, что он согласен на самые кошмарные отношения, приводя жуткие образы физической боли и страдания, на любые, но только не те, где есть любовь, связывающая двоих людей и разрушающая их. Уайт показывает любовь многогранным и максимально разносторонним чувством, где перемешено самое лучшее и самое худшее. Часто образ «девушки» рисуется мрачным и отталкивающим — так Джек передаёт чувства любого парня, которого бросили. При этом слушателю всегда понятно, что «девушка» является особенной, не похожей ни на кого, загадкой, тайной — так Джек Уайт рассказывает о сохранившихся чувствах, тоске по отношениям, которые были («I Guess I Should Go to Sleep»), и мыслях о том, чтобы их вернуть («Take Me with You When You Go»).
В то же самое время, Blunderbuss — это альбом о пороках всех женщин, любой из них, об их ошибках в отношениях с мужчинами, и о том, как сильно они могут ранить тех, кто их любит.

## Список композиций
Слова и музыка всех песен — Джека Уайта, за исключением композиции «I’m Shakin’» за авторством Руди Тумбса.
| №   | Название                       | Длительность |
| --- | ------------------------------ | ------------ |
| 1.  | «Missing Pieces»               | 3:27         |
| 2.  | «Sixteen Saltines»             | 2:37         |
| 3.  | «Freedom at 21»                | 2:51         |
| 4.  | «Love Interruption»            | 2:38         |
| 5.  | «Blunderbuss»                  | 3:06         |
| 6.  | «Hypocritical Kiss»            | 2:50         |
| 7.  | «Weep Themselves to Sleep»     | 4:19         |
| 8.  | «I’m Shakin’»                  | 3:00         |
| 9.  | «Trash Tongue Talker»          | 3:20         |
| 10. | «Hip (Eponymous) Poor Boy»     | 3:03         |
| 11. | «I Guess I Should Go to Sleep» | 2:37         |
| 12. | «On and On and On»             | 3:55         |
| 13. | «Take Me with You When You Go» | 4:10         |

Японское издание
Слова и музыка всех песен — Джека Уайта, за исключением композиции «Love Is Blindness» за авторством Боно.
| №   | Название                 | Длительность |
| --- | ------------------------ | ------------ |
| 14. | «Machine Gun Silhouette» | 2:57         |
| 15. | «Love Is Blindness»      | 3:18         |

## Хит-парады
| Хит-парад (2012)                | Высшая позиция |
| ------------------------------- | -------------- |
| Australian Albums Chart         | 2              |
| Belgian Albums Chart (Flanders) | 1              |
| Belgian Albums Chart (Wallonia) | 12             |
| Canadian Albums Chart           | 1              |
| Dutch Albums Chart              | 12             |
| French Albums Chart             | 5              |
| Greek Albums Chart              | 26             |
| Irish Albums Chart              | 2              |
| Japanese Albums Chart           | 13             |
| New Zealand Albums Chart        | 2              |
| Polish Albums Chart             | 7              |
| Swedish Albums Chart            | 20             |
| Swiss Albums Chart              | 1              |
| UK Albums Chart                 | 1              |
| US Billboard 200                | 1              |